# Kanadyjska odmiana języka angielskiego
Kanadyjska odmiana języka angielskiego – odmiana języka angielskiego używana w Kanadzie.

## Historia
Pierwszy kontakt terytorium współczesnej Kanady z językiem angielskim miał miejsce w 1497 r., wraz z dopłynięciem Johna Cabota do Nowej Fundlandii, jednak zasiedlenie tych terenów rozpoczęło się ponad wiek później, kiedy to imigrantów przyciągnęły łowiectwo, rybołówstwo i handel futrami. W 1520 r. na ziemie te przybył francuski podróżnik Jacques Cartier i teren ten znalazł się również w orbicie zainteresowań Francuzów. Francuzi wycofali się jednak z tego terytorium po przegranych w wojnie królowej Anny (1702–1713) i wojnach indiańskich (1754–1763). Francuzi zostali deportowani z obecnej Nowej Szkocji i zastąpieni osadnikami z Nowej Anglii.
Po podpisaniu Deklaracji niepodległości w 1776 r. wielu lojalistów popierających Wielką Brytanię wyemigrowało do Kanady, osiedlając się głównie w Nowej Szkocji i Nowym Brunszwiku, a następnie przemieszczając się w głąb kraju, skuszeni niskimi cenami gruntów. Towarzyszyła im fala „późnych lojalistów”. Przez 50 lat populacja prowincji Upper Canada (na północny zachód od Montrealu) wzrosła do 100 tys. Obecnie w Kanadzie dla 59,8 proc. mieszkańców językiem ojczystym jest angielski a 23,5 proc. francuski, odpowiednio w domu języka angielskiego używa 68% mieszkańców, francuskiego 22,56%.
Język używany w Kanadzie ma wiele cech wspólnych z językiem amerykańskim. Przyczyny tego podobieństwa są dyskusyjne; z jednej strony wczesny język kanadyjski ma wspólne korzenie z językiem Nowej Anglii, z drugiej strony może to podobieństwo zawdzięczać napływowi imigrantów w XIX w. Mimo oczywistych podobieństw język kanadyjski i amerykański nie są tożsame.

## Różnice między kanadyjskim a amerykańskim angielskim
Istnieją cztery typy różnic między oboma typami angielszczyzny:
- niektóre cechy wykształciły się w obrębie Kanady i są niezależne zarówno od angielszczyzny brytyjskiej, jak i amerykańskiej. Niektóre z nich, np. terminy hokejowe, weszły w skład standardu uniwersalnego;
- istnieją cechy wykształcone w Stanach Zjednoczonych, Wielkiej Brytanii lub Francji i używane na określonych terytoriach, np. premier w miejsce prime minister[a];
- istnieją cechy wyłącznie brytyjskie, używane przez część anglojęzycznej populacji;
- istnieją cechy wyłącznie amerykańskie, używane przez część anglojęzycznej populacji.

## Cechy języka kanadyjskiego
Istnieje kilka cech charakterystycznych wyłącznie dla kanadyjskiej angielszczyzny. Używane są w takich kontekstach jak opowiadanie dowcipów czy w stylizacjach literackich. Należą do nich:
- brzmienie dyftongów /aɪ/ i /ɑʊ/ w takich wyrazach, jak house czy light – brzmią, jak w wyrazach oat i oil. Wyrazy takie, jak cot, caught wymawiane są z użyciem tej samej krótkiej samogłoski;
- istotną cechą języka kanadyjskiego jest użycie wielu słów pochodzących z terytorium kanadyjskiego. Niektóre weszły do języka bezpośrednio, inne za pośrednictwem języka francuskiego i weszły następnie do standardu światowego, np. caribou, kayak, parka. Język kanadyjski zawiera ok. 10 tys. słów właściwych tylko dla tej odmiany języka;
- jako question tags używa się eh? wypowiadanego zwykle z intonacją wznoszącą. Służy zarówno do sprawdzenia czujności słuchacza, jak i celów emfatycznych.

## Różnice w pisowni
Charakterystyczne dla angielszczyzny kanadyjskiej jest mieszanie pisowni brytyjskiej i amerykańskiej, stąd możliwe są takie formy, jak np. tire centre (bryt. tyre centre, am. tire center). Badania przeprowadzone w latach 90. XX w. pokazały, że amerykański model pisowni jest przeważający, jednak w prasie i podręcznikach szkolnych dominuje model brytyjski.

## Różnice leksykalne
W użyciu jest zarówno model brytyjski, jak i amerykański. I tak równolegle w użyciu są tap i faucet (kran), railway i railroad (kolej), gas i petrol (benzyna). Słowa oznaczające części samochodu są amerykańskie.

## Różnice w wymowie
Różnice zależą od położenia geograficznego, pochodzenia i przynależności do klasy społecznej. Bliskość USA powoduje, że Kanadyjczycy otwarci są na wzorce i nowinki amerykańskie, choć istnieją również tendencje do zachowania maksymalnej możliwej odrębności. Kanadyjskie cechy wymowy zaczerpnięte z wymowy amerykańskiej to:
- wymowa /r/ po samogłoskach i w pozycji wygłosowej
- wymowa /t/ zbliżona do /d/, polegająca na jednorazowym przeciągnięciu języka po wale dziąsłowym w takich słowach jak Ottawa
- brak redukcji w końcówkach -ary i -ory: /ˈsekrəˌtærɪ/, /ləˈbɒrəˌtɔrɪ/.

Wpływy brytyjskie w wymowie przejawiają się w następujący sposób:
- /antɪ/ zamiast amerykańskiego /antaɪ/
- /zed/ zamiast /zi:/
- pierwsza sylaba wyrazu lieutenant to /lef-/, nie /lu:-/
- /bɑːθ/ a nie /beɪð/ w znaczeniu to bath a baby
- wyrazy typu tune brzmią /tʃuː-/ zamiast /tu:-/, podobnie news wymawia się /nju:z/, a nie /nu:z/.